# Atrichopogon nilssoni
Atrichopogon nilssoni är en tvåvingeart som beskrevs av Meillon och Wirth 1989. Atrichopogon nilssoni ingår i släktet Atrichopogon och familjen svidknott.
Artens utbredningsområde är Madagaskar. Inga underarter finns listade i Catalogue of Life.